# غابرييل نوفيس
غابرييل نوفيس هو لاعب كرة قدم برازيلي، ولد في 5 أبريل 1999 في ساو باولو في البرازيل.

## وصلات خارجية
- غابرييل نوفيس على موقع قاعدة بيانات كرة القدم.إي يو (الإنجليزية)
- غابرييل نوفيس على موقع Soccerway.com (الإنجليزية)